# Jerzy Cybichowski
Jerzy Zygmunt Cybichowski ps: „Jan ze Smoleńska”, „Smoleński”, „Jerzy Smoleński” (ur. 30 marca 1920 w Warszawie, zm. 13 maja 1943 tamże) – działacz Ruchu Narodowo-Radykalnego „Falanga”, redaktor pisma „Do Broni”.

## Życiorys
Urodził się 30 marca 1920 w rodzinie Zygmunta, profesora i dziekana Wydziału Prawa Uniwersytetu Warszawskiego, późniejszego przewodniczącego International Law Association i sędziego Trybunału Rozjemczego w Hadze oraz Łucji z domu Pyrowicz, absolwentki Wydziału Prawa UW. Do czwartej klasy uczył się w Gimnazjum im. Jana Zamoyskiego, później w domu, a następnie muzykologii i pianistyki w Państwowym Konserwatorium Muzycznym. Kontynuował naukę od 1936 w Gimnazjum Ludwika Lorentza, gdzie w maju 1937 otrzymał świadectwo dojrzałości. Studiował od października 1937 do października 1938 historię sztuki na Wydziale Humanistycznym UW. Działał w Ruchu Narodowo-Radykalnego ONR-Falanga i pisywał również do jego pisma tygodnika „Falanga” oraz do pisma „Ruch Kulturalny”. W ostatnim okresie przed wybuchem wojny był redaktorem „Falangi”.
Około 13 grudnia 1939 na skutek denuncjacji Stanisława Brochwicza-Kozłowskiego, który był agentem Abwehry, został aresztowany, a w lutym 1940 zwolniony z Pawiaka m.in. na skutek interwencji rodziny  Bronisława Onufrego Kopczyńskiego, którego aresztowano z tego samego powodu. W konspiracji od 1941 był w składzie kierownictwa Konfederacji Narodu: kierował tu Terenem Młodzieży, a także był założycielem i pierwszym redaktorem naczelnym pisma „Młodzież Imperium”, który wydawano od lutego 1943. Pseudonimem „Jan ze Smoleńska” podpisywał publikowane w nim swoje artykuły, począwszy od pierwszego pt. „O piśmie młodzieży” (1942, nr 1) aż do ostatniego, wydrukowanego już po jego śmierci, pt. „Uderzenie” (1943, nr 2).
Następnie był przeniesiony do Wydziału Propagandy, gdzie został redaktorem pisma KN „Do Broni”. W październiku 1942 uczestniczył w pierwszej wyprawie Uderzeniowych Batalionów Kadrowych. Po utworzeniu na przełomie 1942/1943 Uderzeniowego Batalionu Szturmowego (UBS) został w stopniu podporucznika Uderzenia przydzielony do jego dowództwa. Poległ 13 maja 1943 podczas najścia Gestapo na lokal konspiracyjny przy ul. Wspólnej 52.